# Praktfjärilar
Praktfjärilar eller ädelfjärilar (Nymphalidae) är en familj i ordningen fjärilar. De kännetecknas av utpräglad färgrikedom och är snabba flygare. Det finns omkring 7250 arter i familjen. En gren i släktet praktfjärilar är Euthalia.

## Nordiska praktfjärilar
I Norden förekommer arter från sju underfamiljer, se Lista över Nordens praktfjärilar.

## Källor

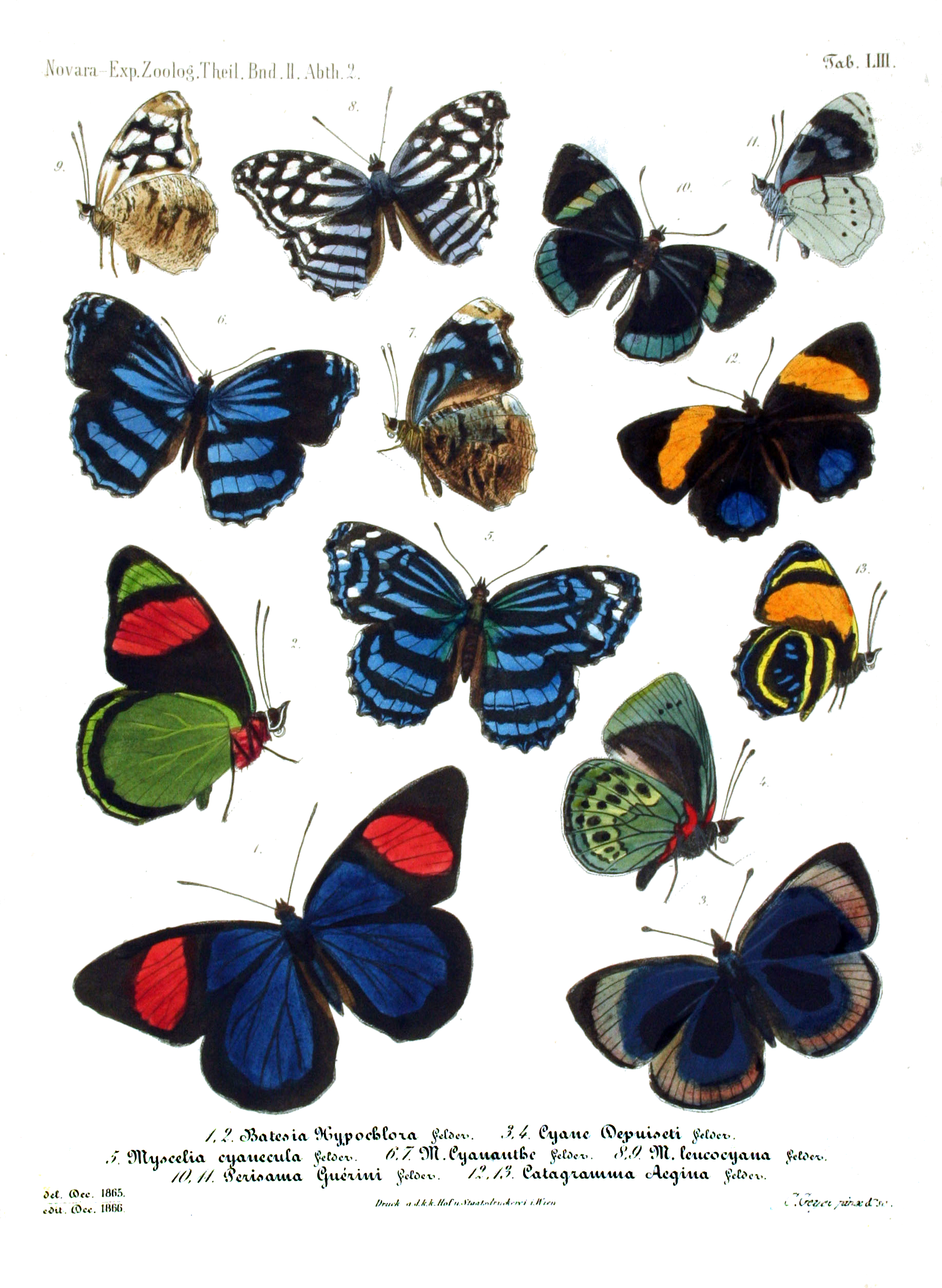
Plansch över olika praktfjärilar.